# 高州府

高州府在广东省的位置（1820年）

高州府，明朝时设置的府。中华民国初年，全国废府，故废。
洪武元年（1368年）改元高州路置。洪武七年（1374年）十一月，降为州。洪武九年（1376年）四月，复为府。后迁治所于茂名县（今广东省高州市）。下领化州及五县：茂名县、电白县、信宜县、吴川县、石城县。辖境相当今广东省茂名、高州、电白、信宜、化州、吴川、廉江等市县地。
清时，高州府仍属广东，为高雷陽道治所，下领化州及五县：茂名县、电白县、信宜县、吴川县、石城县。考评：衝，繁，難。1912年废。

## 延伸阅读
[在维基数据编辑]
 《欽定古今圖書集成·方輿彙編·職方典·高州府部》，出自陈梦雷《古今圖書集成》